# Serie A1 1995-1996 (rugby a 15)
La serie A1 1995-96 fu il 66º campionato nazionale italiano di rugby a 15 di prima divisione.
Si tenne dal 17 settembre 1995 al 19 maggio 1996 tra 12 squadre dopo l'estemporanea riduzione a 10 della stagione precedente in coincidenza della Coppa del Mondo 1995 in programma in maggio in Sudafrica.
Il campionato ripropose lo stesso tema dei precedenti, con Milan e Benetton a dominare la scena in attesa di affrontarsi nell'ultimo atto di finale: le due squadre chiusero a pari punti con 20 vittorie e 2 sconfitte ciascuna, e le due compagini appaiate al terzo posto, il San Donà e l'Amatori Catania, terminarono a 17 punti dalle due battistrada, le quali superarono entrambe i 930 punti segnati.
A ulteriore indice del dominio della coppia Milano-Treviso sul resto del torneo, e dell'ampiezza delle vittorie da essi riportate nella stagione regolare (rilevante un 128-14 del Treviso al Livorno nella terzultima giornata) si segnala che, a parte le due capilista, altre due sole squadre riportarono un saldo positivo punti fatti-subìti: il citato San Donà (+1) e il Rovigo (+15); l'Amatori Catania, terzo in classifica grazie al risultato combinato negli incontri diretti con San Donà, riportò un saldo negativo di 111 punti, perfino più ampio di quello di Calvisano (-78 punti) che fu la prima delle non qualificate ai play-off.
La finale, disputatasi allo Stadio Mario Battaglini di Rovigo davanti a 5000 spettatori, quasi tutti trevigiani, vide la vittoria del Milan al termine di un incontro rocambolesco in cui Treviso si lasciò sfuggire l'occasione di battere per la prima volta i rivali, di nuovo insieme per la quarta gara-scudetto in sei stagioni: a un primo tempo nervoso e in cui un Milan indisciplinato pagò pegno subendo l'espulsione del pilone Franco Properzi (che, singolarmente, due anni dopo si trasferì a Treviso e lì vinse altri quattro scudetti) e la chiusura in svantaggio per 9-17, fece riscontro una ripresa in cui Diego Domínguez, l'unico che nella prima frazione aveva tenuto i milanesi in partita, negli ultimi 15' marcò 9 punti e ispirò la meta di Marcello Cuttitta, con cui la squadra ribaltò il punteggio in 23-17 e andò a battere il Benetton per la quarta volta in quattro finali, e vincendo nella circostanza il suo diciottesimo e ultimo scudetto.
In quella stagione l'European Rugby Cup istituì una nuova competizione, cadetta della Heineken Cup, la Challenge Cup, alla cui prima edizione fu ammessa una squadra italiana; essendo le due finaliste destinate alla Heineken Cup, per determinare la terza squadra fu disputata eccezionalmente una finale per il terzo posto tra le due semifinaliste sconfitte, San Donà e Petrarca: quest'ultima vinse l'incontro e si qualificò per la Challenge Cup.
A retrocedere in serie A2 furono Mirano e Piacenza.

## Formula

Da sinistra: i gemelli Massimo e Marcello Cuttitta, protagonisti nel Milan scudettato.

Ai play-off accedettero 10 squadre, le prime otto classificate di A1 e le prime due di A2; la settima e l'ottava di A1 dovettero affrontare in gara unica in casa propria un turno preliminare di spareggio contro, rispettivamente, la seconda e la prima di A1.
Gli accoppiamenti dei quarti di finale videro la prima di A1 contro la vincente della partita di spareggio dell'ottava di A1 contro la seconda di A2; la seconda di A1 contro la vincente dello spareggio settima A1-prima A2, e a seguire la terza di A1 contro la sesta, e la quarta contro la quinta.
Tutti i turni dei play-off si tennero in doppia gara, con la partita di andata in casa della squadra peggio classificata nella stagione regolare.
Le perdenti le successive semifinali si incontrarono per stabilire la terza classificata da qualificare per l'European Challenge Cup, le vincenti si affrontarono per la finale-scudetto, in gara unica.
Le ultime due classificate della stagione regolare retrocedettero in serie A2.

## Squadre partecipanti
| Club            | Sponsor                  | Città                  | Impianto interno   |
| --------------- | ------------------------ | ---------------------- | ------------------ |
| L’Aquila        |                          | L'Aquila               | Stadio Fattori     |
| Amatori Catania |                          | Catania                | Stadio Goretti     |
| Benetton        | Benetton (abbigliamento) | Treviso                | Stadio di Monigo   |
| Calvisano       | Fly Flot (calzature)     | Calvisano              | Stadio San Michele |
| Livorno         | Vincere Insieme          | Livorno                | Stadio Montano     |
| Milan           | Charro (abbigliamento)   | Milano                 | Stadio Giuriati    |
| Mirano          | Osama                    | Mirano                 |                    |
| Petrarca        | Simod                    | Padova                 | Stadio Plebiscito  |
| Piacenza        | CariPiacenza             | Piacenza               | Stadio Beltrametti |
| Rugby Roma      |                          | Roma                   | Stadio Tre Fontane |
| Rovigo          | Record Cucine            | Rovigo                 | Stadio Battaglini  |
| San Donà        | Lafert                   | San Donà di Piave (VE) | Stadio Torresan    |

## Stagione regolare

### Risultati
|       | 1ª/12ª giornata                    |       |
| ----- | ---------------------------------- | ----- |
| 36-8  | Milan - San Donà                   | 35-26 |
| 25-15 | L'Aquila - Livorno                 | 38-38 |
| 52-15 | Rugby Roma - Amatori Catania       | 5-26  |
| 31-23 | Petrarca - Mirano                  | 26-9  |
| 15-25 | Rovigo - Benetton Treviso          | 10-35 |
| 16-6  | Piacenza - Calvisano               | 12-23 |
|       |                                    |       |
|       | 4ª/15ª giornata                    |       |
| 22-29 | Livorno - Amatori Catania          | 36-28 |
| 25-15 | Milan - Rovigo                     | 33-17 |
| 6-27  | Mirano - L'Aquila                  | 3-21  |
| 32-12 | Petrarca - Calvisano               | 10-34 |
| 27-18 | Son Donà - Rugby Roma              | 27-23 |
| 31-14 | Benetton Treviso - Piacenza        | 11-6  |
|       |                                    |       |
|       | 7ª/18ª giornata                    |       |
| 19-37 | Amatori Catania - Benetton Treviso | 18-76 |
| 25-8  | Calvisano - San Donà               | 10-24 |
| 10-20 | L'Aquila - Petrarca                | 26-24 |
| 12-58 | Livorno - Milan                    | 13-41 |
| 18-24 | Piacenza - Rovigo                  | 14-42 |
| 28-16 | Rugby Roma - Mirano                | 14-23 |
|       |                                    |       |
|       | 10ª/21ª giornata                   |       |
| 16-17 | Milan - Benetton Treviso           | 21-23 |
| 12-5  | Mirano - Livorno                   | 15-21 |
| 20-8  | Piacenza - Rugby Roma              | 22-24 |
| 25-8  | L'Aquila - Calvisano               | 24-26 |
| 22-15 | Rovigo - San Donà                  | 22-29 |
| 17-9  | Petrarca - Amatori Catania         | 13-23 |
|       |                                    |       |

|        | 2ª/13ª giornata               |       |
| ------ | ----------------------------- | ----- |
| 25-3   | Amatori Catania - Piacenza    | 13-9  |
| 14-15  | Calvisano - Rugby Roma        | 10-21 |
| 31-21  | Livorno - Rovigo              | 23-35 |
| 10-61  | Mirano - Milan                | 21-57 |
| 22-27  | Son Donà - L'Aquila           | 27-35 |
| 32-16  | Benetton Treviso - Petrarca   | 58-8  |
|        |                               |       |
|        | 5ª/16ª giornata               |       |
| 25-15  | Amatori Catania - San Donà    | 16-29 |
| 32-34  | Calvisano - Livorno           | 23-0  |
| 10-25  | L'Aquila - Milan              | 12-34 |
| 17-48  | Rugby Roma - Benetton Treviso | 15-48 |
| 21-19  | Rovigo - Petrarca             | 3-15  |
| 3-17   | Piacenza - Mirano             | 8-18  |
|        |                               |       |
|        | 8ª/19ª giornata               |       |
| 29-17  | L'Aquila - Piacenza           | 15-18 |
| 51-22  | Milan - Rugby Roma            | 49-16 |
| 31-23  | Mirano - Calvisano            | 7-9   |
| 38-30  | Petrarca - Livorno            | 5-9   |
| 19-27  | Rovigo - Amatori Catania      | 19-19 |
| 27-22  | Benetton Treviso - San Donà   | 13-14 |
|        |                               |       |
|        | 11ª/22ª giornata              |       |
| 18-39  | Amatori Catania - Milan       | 16-53 |
| 78-16  | Benetton Treviso - Mirano     | 67-10 |
| 25-14  | Calvisano - Rovigo            | 19-27 |
| 19-16  | Son Donà - Petrarca           | 12-16 |
| 34 -13 | Rugby Roma - L'Aquila         | 31-56 |
| 27-20  | Livorno - Piacenza            | 22-11 |

|       | 3ª/14ª giornata              |        |
| ----- | ---------------------------- | ------ |
| 13-9  | Amatori Catania - Calvisano  | 14-33  |
| 27-30 | L'Aquila - Benetton Treviso  | 22-44  |
| 22-23 | Petrarca - Milan             | 3-20   |
| 25-24 | Piacenza - San Donà          | 25-20  |
| 50-15 | Rovigo - Mirano              | 28-29  |
| 40-14 | Rugby Roma - Livorno         | 37-24  |
|       |                              |        |
|       | 6ª/17ª giornata              |        |
| 73-13 | Milan - Piacenza             | 63-12  |
| 19-29 | Mirano - Amatori Catania     | 15-22  |
| 27-9  | Petrarca - Rugby Roma        | 5-15   |
| 33-3  | Rovigo - L'Aquila            | 16-28  |
| 44-17 | San Donà - Livorno           | 15-14  |
| 34-7  | Benetton Treviso - Calvisano | 12-18  |
|       |                              |        |
|       | 9ª/20ª giornata              |        |
| 29-12 | Amatori Catania - L'Aquila   | 14-26  |
| 30-42 | Calvisano - Milan            | 18-77  |
| 24-11 | San Donà - Mirano            | 20-19  |
| 16-11 | Piacenza - Petrarca          | 9-35   |
| 22-17 | Rugby Roma - Rovigo          | 9-33   |
| 22-53 | Livorno - Benetton Treviso   | 14-128 |
|       |                              |        |

### Classifica
| Pos | Squadra         | G  | V  | N | P  | PF  | PS  | DP   | Pt |
| --- | --------------- | -- | -- | - | -- | --- | --- | ---- | -- |
| 1   | Benetton        | 22 | 20 | 0 | 2  | 937 | 347 | +590 | 40 |
| 2   | Milan           | 22 | 20 | 0 | 2  | 932 | 354 | +578 | 40 |
| 3   | Amatori Catania | 22 | 11 | 1 | 10 | 447 | 558 | −111 | 23 |
| 4   | L’Aquila        | 22 | 11 | 1 | 10 | 511 | 514 | −3   | 23 |
| 5   | San Donà        | 22 | 11 | 0 | 11 | 471 | 470 | +1   | 22 |
| 6   | Petrarca        | 22 | 10 | 0 | 12 | 402 | 422 | −20  | 20 |
| 7   | Rugby Roma      | 22 | 10 | 0 | 12 | 475 | 585 | −110 | 20 |
| 8   | Rovigo          | 22 | 9  | 1 | 12 | 503 | 488 | +15  | 19 |
| 9   | Calvisano       | 22 | 9  | 0 | 13 | 414 | 492 | −78  | 18 |
| 10  | Livorno         | 22 | 7  | 1 | 14 | 443 | 748 | −305 | 15 |
| 11  | Mirano          | 22 | 6  | 0 | 16 | 345 | 652 | −307 | 12 |
| 12  | Piacenza        | 22 | 6  | 0 | 16 | 311 | 561 | −250 | 11 |

## Play-off
|  | Barrage | Barrage    | Barrage |  |  | Quarti di finale | Quarti di finale | Quarti di finale | Quarti di finale | Quarti di finale |  |  | Semifinali | Semifinali | Semifinali | Semifinali |    |  | Finale   | Finale |
|  |         |            |         |  |  |                  |                  |                  |                  |                  |  |  |            |            |            |            |    |  |          |        |
|  | 7A1     | Rugby Roma | 46      |  |  |                  |                  |                  |                  |                  |  |  |            |            |            |            |    |  |          |        |
|  | 2A2     | Bologna    | 22      |  |  | 7A1              | Rugby Roma       | 15               | 0                |                  |  |  |            |            |            |            |    |  |          |        |
|  |         |            |         |  |  | 2A1              | Milan            | 50               | 110              |                  |  |  |            |            |            |            |    |  |          |        |
|  |         |            |         |  |  |                  |                  |                  |                  |                  |  |  | Milan      | 35         | 38         |            |    |  |          |        |
|  |         |            |         |  |  |                  |                  |                  |                  |                  |  |  | Petrarca   | 18         | 26         |            |    |  |          |        |
|  |         |            |         |  |  | 5A1              | Petrarca         | 20               | 12               |                  |  |  |            |            |            |            |    |  |          |        |
|  |         |            |         |  |  | 4A1              | Amatori Catania  | 16               | 6                |                  |  |  |            |            |            |            |    |  |          |        |
|  |         |            |         |  |  |                  |                  |                  |                  |                  |  |  |            |            |            |            |    |  | Milan    | 23     |
|  |         |            |         |  |  |                  |                  |                  |                  |                  |  |  |            |            |            | Benetton   | 17 |  |          |        |
|  |         |            |         |  |  | 6A1              | San Donà         | 26               | 30               |                  |  |  |            |            |            |            |    |  |          |        |
|  |         |            |         |  |  | 3A1              | L’Aquila         | 22               | 29               |                  |  |  |            |            |            |            |    |  |          |        |
|  |         |            |         |  |  |                  |                  |                  |                  |                  |  |  | San Donà   | 7          | 6          |            |    |  |          |        |
|  |         |            |         |  |  |                  |                  |                  |                  |                  |  |  | Benetton   | 39         | 24         |            |    |  |          |        |
|  |         |            |         |  |  | 8A1              | Rovigo           | 18               | 16               |                  |  |  |            |            |            |            |    |  |          |        |
|  | 8A1     | Rovigo     | 38      |  |  | 1A1              | Benetton         | 16               | 32               |                  |  |  |            |            |            |            |    |  | Petrarca | 14     |
|  | 1A2     | Colleferro | 3       |  |  |                  |                  |                  |                  |                  |  |  |            |            |            |            |    |  | San Donà | 13     |

### Finale
| Arbitro: | Giacomel (Musile di Piave) |

|                              |      |                          |
| Marcello Cuttitta 68’        | mt   | 22’ L. Perziano          |
| Domínguez 16’, 64’, 72’, 79’ | c.p. | 5’, 11’, 18’, 32’ Lynagh |
| Domínguez 42’, 47’           | drop |                          |

## Verdetti
- Milan: campione d'Italia
- Milan e Benetton: qualificate alla Heineken Cup 1996-97
- Petrarca: qualificata all'European Challenge Cup 1996-97
- Mirano e Piacenza : retrocesse in serie A2 1996-97